# 戴燕妮
戴燕妮（1993年7月29日—），中國大陸女歌手、演员，生於辽宁沈阳。

## 经历
2009年参加《加油！东方天使》获得全国第三名和最佳亲和力奖。2010年，出演话剧《囧男传》，在其中饰演“娇娇”。2013年，她在由《爱情公寓》编剧的《爱情上上签》全国女主角海选中获得冠军。
2014年，她成为MG-Baby明骏女孩成员。同年，发行个人专辑《给我一个可以亲吻你的距离》。2016年成为YEPGIRLS女团的成员，并担任队长。
2020年，参加爱奇艺偶像女团竞演养成类真人秀節目《青春有你2》，最终获得第20名。同年6月，她和曾可妮、金子涵、刘令姿组成172Girls一日限定女团参加江苏卫视《天猫618超级晚》。同月，发表个人单曲《woo》。

## 影视作品

### 电视剧
| 首播年份 | 劇名                     | 角色          | 備註     |
| -------- | ------------------------ | ------------- | -------- |
| 2010年   | 月嫂                     | 田粉花        |          |
| 2012年   | 新都市人                 | 芳芳          |          |
| 2013年   | 蛙女（又名：终结者计划） | 涂丽曼        |          |
| 2013年   | 花非花雾非雾             | 琴恩          |          |
| 2013年   | 硝煙散盡                 | 任露露        |          |
| 2014年   | 有效期限愛上你           | 她自己        |          |
| 2015年   | 爱情上上签               | 露露          |          |
| 2017年   | 我的老爸是奇葩           | 汪晓旭        |          |
| 2018年   | 幸福巧克力               | 阮郁莹        |          |
| 2021年   | 亲爱的爸妈               | 欧阳红        |          |
| 2021年   | 狐系女友惹不起           | 苏小离        | 網絡短劇 |
| 2022年   | 少年歌行                 | 葉若依        | 網絡劇   |
| 2023年   | 燕山派与百花门           | 玉玲瓏        | 網絡劇   |
| 2024年   | 春日浓情                 | 温玉浓/宋玉儿 | 網絡短劇 |
| 2024年   | 再见已是白月光           | 周棉          | 網絡劇   |
| 2025年   | 烽影燃梅香               | 茹妃          | 網絡劇   |
| 待播     | 新马路·伢子              | 贾飘飘        |          |
| 待播     | 天书黎明                 | 郭泗水        | 網絡劇   |
| 待播     | 蓄意宠爱                 | 宋知之        | 網絡劇   |
| 待播     | 十万狂花入梦来           | 苏合香        | 網絡劇   |

### 电影
| 播放年份 | 日期     | 劇名               | 角色   | 备注 |
| -------- | -------- | ------------------ | ------ | ---- |
| 2013年   | 11月8日  | 青春盛宴           | 董乐   |      |
| 2013年   | 12月27日 | 有招没招之爱情达人 | 小胖   |      |
| 2018年   | 6月2日   | 闻香识爱           | 王璞儿 |      |
| 待上映   |          | 倩女幽魂前尘       | 聂小倩 |      |

### 微电影
| 日期   | 劇名     | 角色 | 备注                 |
| ------ | -------- | ---- | -------------------- |
| 2012年 | 闺蜜勿扰 | Fion |                      |
| 2013年 | 新婚囧途 |      |                      |
| 2014年 | 轻羽飞扬 |      | 国家羽毛球队数字电影 |

### 話劇
| 年份   | 日期           | 話劇名稱 | 角色 | 地點           |
| ------ | -------------- | -------- | ---- | -------------- |
| 2010年 | 6月8日-7月4日  | 冏男傳   |      | 上海大劇院     |
| 2011年 | 6月7日-6月12日 | 老男孩   |      | 上海蘭心大戲院 |
| 2011年 | 8月16日-9月3日 | 老男孩   |      | 上海話劇中心   |

## 綜藝節目

### 常駐綜藝
| 播出年份 | 日期    | 播出平台 | 名稱               | 备注           |
| -------- | ------- | -------- | ------------------ | -------------- |
| 2009年   | 6月20日 | SMG      | 加油！東方天使     | 參賽者         |
| 2020年   | 3月12日 | 愛奇藝   | 青春有你2          | 參賽者         |
| 2020年   | 9月30日 | 江蘇衛視 | 我們戀愛吧第二季   | 戀愛觀察團主持 |
| 2021年   | 8月19日 | 優酷     | 這！就是灌籃第四季 | 領隊           |

## 音乐作品

### 專輯
| 專輯 | 專輯資料                                                       | 曲目                                                                                                | 備註 |
| 1st  | 《寵》 - 發行日期：2020年7月29日 - 語言：普通话 - 唱片公司：   | 曲目 1. woo 2. 記得call me 3. Lucky funny 4. So I 5. 有的人 6. 説好我們要在一起 7. 怪就怪你 8. 是你 |      |
| 2st  | 《STEP》 - 發行日期：2022年7月28日 - 語言：普通话 - 唱片公司： | 曲目 1. THX 2. Run Into You 3. DOWN 4EVER                                                           |      |

### 單曲
| 發佈日期       | 歌曲名稱           | 制作相關                                                              | 備註 |
| 2014年10月28日 | 《茉莉香》         | - 作詞： - 作曲：                                                     |      |
| 2015年4月27日  | 《手牽手走過四季》 | - 作詞： - 作曲：                                                     |      |
| 2017年12月8日  | 《Yolo》           | - 作詞：Seo Jae Woo、Sou Young Jin - 作曲：Seo Jae Woo、Sou Young Jin |      |
| 2019年6月28日  | 《不，在乎》       | - 作詞： - 作曲：                                                     |      |
| 2019年8月20日  | 《你好嗎》         | - 作詞：呂雯/戴燕妮 - 作曲／編曲：呂雯                                |      |
| 2022年3月30日  | 《CHECKMATE》      | - 作詞： - 作曲：                                                     |      |

### 影視綜藝單曲
| 發行日期       | 歌曲名稱                     | 歌曲資料                                         | MV | 備註                                   |
| 2014年7月24日  | 《funny partner》            | - 作詞： - 作曲/編曲:                            |    | 與張柏鳴合作電視劇《結婚前規則》主題曲 |
| 2014年10月28日 | 《給我一個可以親吻你的距離》 | - 作詞：黃然 - 作曲/編曲:何詩蒙                  |    | 電視劇《幸福歸來》推廣曲               |
| 2020年11月2日  | 《Single Light》             | - 作詞：李俊毅 - 作曲：李俊毅 - 編曲：Jeffrey Z. |    | 與李俊毅合作電影《月半愛麗絲》宣傳曲   |
| 2020年11月6日  | 《抽象圖》                   | - 作詞： - 作曲/編曲：                           |    | 電影《光》主題曲                       |
| 2021年3月31日  | 《追愛》                     | - 作詞：李旦 - 作曲/編曲：劉嘉                   |    | 電視劇《明天我們好好過》插曲           |
| 2021年8月11日  | 《心願》                     | - 作詞：姜亞蕾 - 作曲：劉思軍 - 編曲：劉洋       |    | 網絡劇《親愛的爸媽》插曲               |
| 2021年8月11日  | 《最好的時光》               | - 作詞：姜亞蕾 - 作曲：劉思軍 - 編曲：張贏       |    | 電視劇《親愛的爸媽》插曲               |
| 2022年2月28日  | 《小事》                     | - 填詞：李天陽 - 譜曲：鍾抒曈                    |    | 電視劇《姻緣大人請留步》主題曲         |

### 《青春有你 第二季》公演曲目
| 發行日期      | 歌曲資料 | 備註       |
| 2020年3月19日 | 《Yolo》 - 歌曲說明：初等級舞台 - 原創歌曲 | 第三期     |
| 2020年3月28日 | 《我的秘密》 - 歌曲說明：第一次公演（位置測評考核） - 原唱者：鄧紫棋 - 合作演唱者：蔡卓宜、黃小芸、徐紫茵、劉亞楠、王思予、艾霖                               | 第六期     |
| 2020年4月5日  | 《YES！OK！》 - 歌曲說明：節目官方主題曲 - 原創歌曲 - 合作演唱者：全體訓練生                                                                                  | 第八期     |
| 2020年4月16日 | 《R&B All Night》 - 歌曲說明：第二次公演（小組对决考核） - 原唱者：KnowKnow Higher Brothers - 合作演唱者：宋昕冉、王承渲、葛鑫怡、王婉辰                      | 第十一期   |
| 2020年4月25日 | 《十面埋伏2》 - 歌曲说明：練習室小考 - 原唱者：艾菲、李斯丹妮 - 合作演唱者：張夢露、馬蜀君、黃欣苑、左卓                                                      | 第十四期   |
| 2020年5月7日  | 《淺橘色孤島》 - 歌曲說明：第三次公演（主題考核） - 原創歌曲 - 合作演唱者：宋昕冉、張鈺、許馨文、徐紫茵、段藝璇、左卓                                         | 第十七期   |
| 2020年5月9日  | 《It's OK》 - 歌曲說明：導師合作舞台公演 - 原唱者：偶像練習生 - 合作演唱者：上官喜愛、林小宅、宋昕冉、朱林雨、張語格、左卓 - 合作導師：朱正廷、王琳凱、王子異 | 第十八期   |
| 2020年5月30日 | 《獵》 - 歌曲說明：總決賽最终舞台公演 - 原創歌曲 - 合作演唱者：金子涵、陸柯燃、劉令姿、徐紫茵、孫芮、虞書欣、安崎、許佳琪、趙小棠                             | 第二十三期 |
| 2020年5月30日 | 《Promise》 - 歌曲說明：總決賽最终舞台公演 - 原創歌曲 - 合作演唱者：青春有你2前20名訓練生                                                                     | 第二十三期 |

### 少年之名时期
| 发行时间 | 歌曲名称（歌曲说明） | 原唱者 | 结果及备注                                    |
| 2020     | 《跳舞的梵哥》       | 孫燕姿 | 成團夜合作舞台,以酷漾娛樂師姐身份擔任直系學姊 |